# Los Pathetiques
Los Pathetiques son una banda musical de garage rock y indie rock procedente de la Ciudad de México cuyos miembros eran parte de otras bandas como Zero Maldad (hardcore punk 2000-2006) y Popcorn Julia 2.0 (indie pop 2004-2006).

## Historia
La banda se arma cuando Antonio Barrioluengo (guitarrista y cantante), Daniel Orozco (bajista) y Rodrigo Molina (baterista), deciden armar una nueva banda tras la disolución primero de Zero Maldad y posteriormente de Popcorn Julia.
Desde finales del 2006 y cuando todavía existía Popcorn, ya empezaban a escribir la primera parte del nuevo material y a principios de 2007 nace la banda de los Pathetiques bajo un nuevo concepto musical más fresco, de rock duro y estridente con toques de brit pop y punk rock fusionados logrando así que su música ahora suene a muchas cosas distintas lo que les da un estilo muy peculiar y original.
En abril de 2007 sacaron su primer EP titulado "Es para ti", del cual de manera muy independiente se publicaron 200 copias limitadas y se podían bajar de manera gratuita las 4 canciones del "my space" de la banda.
Para finales del 2007 se integra a la banda Rodolfo Fernández para complementar las guitarras y voces, dándole un mejor sonido a la banda principalmente en vivo.
Después de algunas tocadas en fiestas privadas, y en algunos bares de la Ciudad de México entran a estudio para grabar su álbum debut bajo la discográfica independiente "Algo Discos" en mayo de 2008.
Se graban 15 temas de los cuales la banda elige solo 12 o 13 para lo que será la edición definitiva del disco.
Se espera la publicación de este trabajo para finales del 2008 o principios del 2009 bajo el título homónimo Los Pathetiques.

## Integrantes
- Daniel Orozco - Bajo
- Rodrigo Molina- Bajo
- Antonio Barrio luengo- Vocalista y Guitarra
- Rodolfo Fernández – 2.ª voz y Guitarra

## Discografía
- 2008: "Los Pathetiques".

Pathetiques (álbum homónimo) es el primer disco de la banda; es un disco divertido y fresco cargado de muchas emociones representadas en 13 canciones en las cuales nos transmiten los principales valores de una juventud mexicana que vive intensamente día a día situaciones de amor y desamor; así como la necesidad de crecer internamente para bien, no sin descartar los baches que pueda imponer la sociedad y que nos produzcan una sensación de malestar a la que tenemos que sobreponernos día a día con entusiasmo.

## Influencias
- Foxboro Hot Tubs
- Kings of Leon
- Arctic Monkeys
- The Libertines
- Editors
- The Strokes
- Interpol